# Přívěsek (šperk)

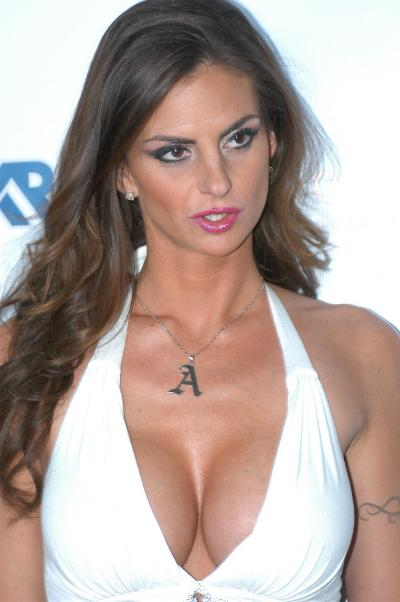
Amanda Emino s náhrdelníkem, jehož součástí je přívěsek ve tvaru písmena A

Přívěsek je považován za módní doplněk a může být v podobě různých tvarů a symbolů. Pro některé jedince nosící přívěsek může představovat hlubší význam – dárek od blízkého přítele nebo slouží jako amulet.
Jedná se o ozdobný předmět, který je navléknut nebo zavěšen na řetízku, lanku, kroužku nebo na karabince apod., který se zavěsí k jinému předmětu a je používaný jako součást módních doplňků.
Přívěsek je navléknut nebo zavěšen na osobních věcech např. klíče, peněženky, mobilní telefon, kabelky, pouzdra, v autě apod.